# Real Sitio de San Ildefonso
Real Sitio de San Ildefonso (également appelé La Granja de San Ildefonso, San Ildefonso ou La Granja) est une commune de la province de Ségovie, dans la communauté autonome de Castille-et-León, en Espagne. dans laquelle est le Palais royal de la Granja de San Ildefonso.